# 天主教辛辛那提总教区
天主教辛辛那提總教區（拉丁語：Archidioecesis Cincinnatensis）是美國一個羅馬天主教教省總教區，也是該國三十二個總教區之一。
總教區管轄範圍包括俄亥俄州西南部共十九個縣，並轄五個教區，面積為22,118平方公里；2006年時有教友498,493人（佔轄區總人口16.8%）、221個堂區和514名司鐸。現任總主教為特尼斯·M·舒納，榮休總主教為達尼爾·E·皮拉奇克，榮休輔理主教為若瑟·R·賓澤爾。
辛辛那提教區於1821年6月19日成立，1850年7月19日升為總教區。